# 平等派密谋
平等派密谋（法語：Conjuration des Égaux）是1796年5月是法国大革命期间的一次失败的政变。它由格拉古·巴贝夫领导，受雅各宾派理念影响，政变的目的是推翻督政府，建立以平等主义和空想社会主义理念为基础的共和国。